# Simulium pulchripes
Simulium pulchripes är en tvåvingeart som beskrevs av Austen 1925. Simulium pulchripes ingår i släktet Simulium och familjen knott. Inga underarter finns listade i Catalogue of Life.